# Edward Lear
Edward Lear (født 12. maj 1812 i Highgate i London, død 29. januar 1888 i San Remo i Italien) var en britisk forfatter, billedkunstner og illustrator. Lear er i dag mest kendt for sine mange limericks og nonsensvers, men han var også tegner og skrev flere rejseskildringer. 

## Arbejde
Lear udgav A Book of Nonsense («En nonsensbog») i 1846. Den indeholdt mere eller mindre absurde og spøgefulde vrøvlevers (nonsense verse) og var udformet som limericks. Bogen var illustreret med Lears egne tegninger og var beregnet til børn, men blev også læst af voksne. Den gjorde limerick-formen populær og anses for at have dannet grundlaget for den humoristiske genre «nonsenslitteratur» i britisk litteratur. Den samlede udgave The Complete Nonsense of E. L. blev udgivet i 1847.
Teksteksempel fra A Book of Nonsense
"There was an Old Man with a beard,
Who said: "It is just as I feared! —
Two Owls and a Hen, four Larks and a Wren,
Have all built a nest in my beard."
Lear rejste særligt i Middelhavsområdet, blandt andet i Grækenland og Albanien, og skrev om sine oplevelser i dagbogen Journals of a Landscape Painter in Greece and Albania som han også illustrerede med tegninger og akvareller. Han besøgte både den nordlige del af Albanien, Shkodër, og den sydlige kyst. 